# Birch (Familienname)
Birch ist ein Familienname.

## Namensträger

### A
- Aage Birch (1926–2017), dänischer Segler
- Adam Birch (* 1979), US-amerikanischer Wrestler, siehe Joey Mercury
- Adolf Birch-Hirschfeld (1849–1917), deutscher Romanist
- Adrian Birch (1872–1932), englischer Fußballtrainer
- Anne Birch (1945–1985), dänische Schauspielerin
- Albert Francis Birch (1903–1992), US-amerikanischer Geophysiker
- Alice Birch (* 1986), englische Theaterautorin
- Andreas Birch (1758–1829), dänischer Theologe und Geistlicher, Bischof von Aarhus
- Andreas Christian Birch (1795–1868), dänischer Schriftsteller
- Angela Birch (* 1974), fidschianische Schwimmerin
- Anthony H. Birch (* 1924), britischer Politikwissenschaftler
- Arthur Birch (Bankmanager) (1837–1914), britischer Bankmanager und Kolonialbeamter
- Arthur Birch (Jockey) (1875–1911), britischer Jockey
- Arthur Birch (Chemiker) (1915–1995), australischer Chemiker
- Arthur Birch-Hirschfeld (1871–1945), deutscher Ophthalmologe und Hochschullehrer

### B
- Brian Birch (Fußballspieler, 1931) (1931–1989), englischer Fußballspieler und -trainer
- Brian Birch (Fußballspieler, 1938) (* 1938), englischer Fußballspieler
- Bryan Birch (* 1931), britischer Mathematiker

### C
- Carol Birch (* 1951), britische Schriftstellerin
- Charles Birch (1918–2009), australischer Agrarwissenschaftler, Zoologe und Biologe
- Charlotte Birch-Pfeiffer (1800–1868), deutsche Schauspielerin und Schriftstellerin
- Chloe Birch (* 1995), englische Badmintonspielerin
- Christian Birch-Reichenwald (1814–1891), norwegischer Politiker
- Christina Birch (* 1986), US-amerikanische Radsportlerin

### D
- Diane Birch (* 1983), US-amerikanische Singer-Songwriterin
- Dick Birch (1913–2004), kanadischer Badmintonspieler

### E
- Ed Birch, britischer Schauspieler
- Elizabeth Birch (* 1956), US-amerikanische Aktivistin der Lesben- und Schwulenbewegung
- Ernest Woodford Birch (1857–1929), britischer Kolonialgouverneur von Nord-Borneo
- Eugenius Birch (1818–1884), britischer Architekt und Ingenieur

### F
- Felix Victor Birch-Hirschfeld (1842–1899), deutscher Mediziner
- Frank Birch (eigentlich Francis Lyall Birch; 1889–1956), britischer Schauspieler und Kryptoanalytiker

### G
- Gustaf Birch-Lindgren (1892–1969), schwedischer Architekt
- Gustav Dahlmann Birch (* 2003), dänischer Autorennfahrer

### H
- Halvor Birch (1885–1962), dänischer Turner
- Heinz Birch (1927–2024), Diplomat der DDR
- Henrik Birch (* 1956), dänischer Schauspieler

### J
- James Wheeler Woodford Birch (J. W. W. Birch; 1826–1875), britische Resident in Perak, Malaysia
- John Birch (Erfinder), US-amerikanischer Erfinder und Unternehmer
- John Birch (Missionar) (1918–1945), US-amerikanischer Missionar
- John Birch (Gitarrenbauer), britischer Gitarrenhersteller
- John Birch (Diplomat) (1935–2020), britischer Diplomat
- Jonathan Birch (* 1968), englischer Snookerspieler
- Juno Birch (* 1996), britische Dragqueen, Bildhauerin und YouTuberin

### L
- Lamorna Birch, Künstlername von Samuel John Birch (1869–1955), britischer Maler
- Lara Jade Birch (* 1978), australische Maskenbildnerin

### M
- Martin Birch (1948–2020), britischer Musikproduzent und Tontechniker
- Mike Birch (1931–2022), kanadischer Segler
- Montague Birch (1884–1947), britischer Geiger und Dirigent

### N
- Nigel Birch, Baron Rhyl (1906–1981), britischer Politiker
- Nigel Birch (1967–2024), englischer Dartspieler

### P
- Paul Birch (Basketballspieler) (1910–1982), US-amerikanischer Basketballspieler und -coach
- Paul Birch (Schauspieler) (1912–1969), US-amerikanischer Schauspieler
- Paul Birch (Fußballspieler) (1962–2009), englischer Fußballspieler
- Peter Birch (* 1962), dänischer lutherischer Bischof
- Peter Birch-Reichenwald (1843–1898), norwegischer Politiker und Abgeordneter

### R
- Robert Birch (1956–2012), US-amerikanischer Musiker
- Ryan Birch (1969–2013), britischer Judoka

### S
- Samuel Birch (Ägyptologe) (1813–1885), britischer Ägyptologe
- Samuel Birch (Leichtathlet) (* 1963), liberianischer Sprinter
- Samuel John Birch (1869–1955), britischer Maler
- Sarah Birch (Politikwissenschaftlerin) (* 1963), US-amerikanische Politikwissenschaftlerin
- Sarah Birch (Ruderin) (* 1972), britische Ruderin
- Sven Birch (* 1960), dänischer Pianist und Dirigent

### T
- Thomas Birch (Historiker) (1705–1766), englischer Historiker
- Thomas Birch (Maler) (1779–1851), britischer Maler
- Thomas Birch, 2. Baronet (1791–1880), britischer Politiker
- Thomas Birch (Politiker) (1825–1880), neuseeländischer Politiker
- Thora Birch (* 1982), US-amerikanische Schauspielerin

### U
- Una Birch (1875–1949), englische Übersetzerin, Sachbuchautorin und Biografin, siehe Una Pope-Hennessy

### W
- Walter Birch, britischer Bobsportler
- Wilhelmine Birch, Geburtsname von Wilhelmine von Hillern (1836–1916), deutsche Schriftstellerin
- Will Birch (* 1948), englischer Schlagzeuger, Songwriter, Musikproduzent und Musikjournalist
- William Francis Birch (* 1934), neuseeländischer Politiker der New Zealand National Party
- William F. Birch (1870–1946), US-amerikanischer Politiker
- William Russell Birch (1755–1834), britisch-amerikanischer Emailmaler, Miniaturist, Kupferstecher und Landschaftsmaler